# روبرت سيزيبانياك
روبرت سيزيبانياك (بالفرنسية: Robert Szczepaniak؛ بالبولندية: Robert Szczepaniak) هو لاعب كرة قدم ومدرب كرة قدم فرنسي وبولندي في مركز الوسط، ولد في 4 أبريل 1942 في Cransac ‏ في فرنسا. شارك مع منتخب فرنسا لكرة القدم. أما مع النوادي، فقد لعب مع نادي سانت إتيان ونادي ستراسبورغ ونادي ميتز.

## وصلات خارجية
- روبرت سيزيبانياك على موقع قاعدة بيانات كرة القدم.إي يو (الإنجليزية)
- روبرت سيزيبانياك على موقع ناشيونال فوتبول تيمز (الإنجليزية)
- روبرت سيزيبانياك على موقع عالم كرة القدم.نت (الإنجليزية)